# Stainby
Spanby är en by i civil parish Gunby and Stainby, i distriktet South Kesteven, i grevskapet Lincolnshire, i England. Byn är belägen 13 km från Grantham. Stainby var en civil parish fram till 1931 när blev den en del av Gunby and Stainby. Civil parish hade 117 invånare år 1921. Byn nämndes i Domedagsboken (Domesday Book) år 1086, och kallades då Stigandebi.